# Newington (Swale)
Pour les articles homonymes, voir Newington.
Newington est une paroisse civile et un village du Kent, en Angleterre.